# Eupatula aerosa
Eupatula aerosa är en fjärilsart som beskrevs av Swinhoe 1900. Eupatula aerosa ingår i släktet Eupatula och familjen nattflyn. Inga underarter finns listade i Catalogue of Life.